# Volkspark am Weinbergsweg
Der Volkspark am Weinbergsweg in Berlin-Mitte ist ein als Gartendenkmal geschützter Stadtpark vor dem Rosenthaler Tor. 1956 angelegt auf einem im Zweiten Weltkrieg zerstörten Geschäfts- und Vergnügungsviertel, erstreckt sich der Park in Hanglage auf einem südwestlichen Ausläufer des Barnim. Der meist Weinbergspark genannte, vier Hektar große Park ist der kleinste Volkspark Berlins. Östlich angrenzend lag ein bis ins 18. Jahrhundert bewirtschafteter Weinberg.

## Lage und Topografie

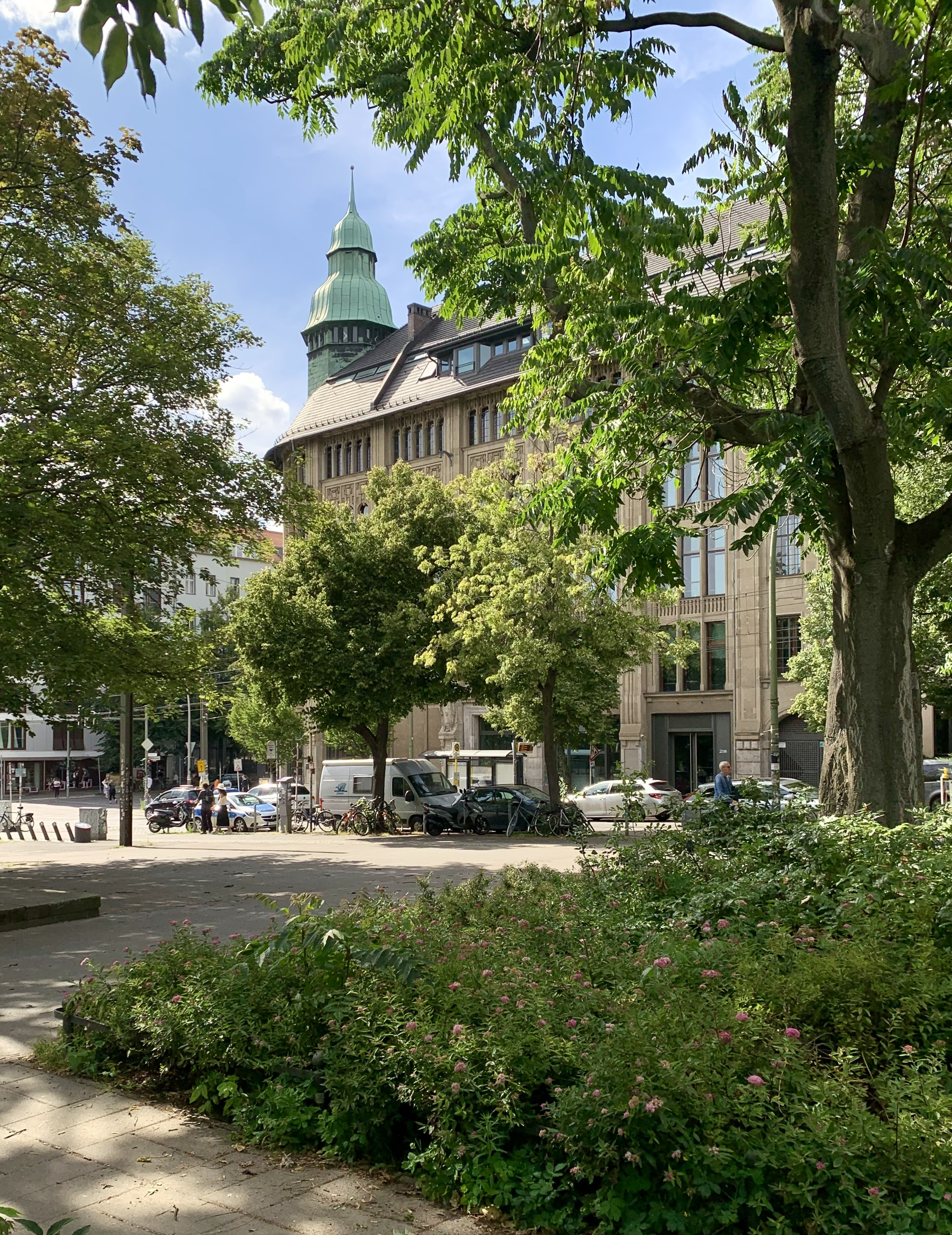
An der Veteranenstraße, 2024

Der Park liegt 1,5 Kilometer nördlich des Berliner Schlosses zwischen dem Rosenthaler Platz und der Zionskirche (Ortsteil Berlin-Mitte im Bezirk Mitte). Mit unregelmäßigem Grundriss erstreckt sich der Park über die Fläche eines im Zweiten Weltkrieg großflächig zerstörten, trapezförmigen Häuserblocks. Er wird umgeben von der Veteranenstraße und Fehrbelliner Straße im Norden, dem Weinbergsweg im Südosten und der Brunnenstraße im Westen. Die umliegende Bausubstanz stammt zu großen Teilen aus der Gründerzeit. Zu den Anliegern gehören das 1904 errichtete, ehemalige Warenhaus Jandorf, einem Vorläufer des KaDeWe, das 1976 erbaute Altenheim Haus am Weinbergsweg sowie das 1991 eröffnete Kulturzentrum ACUD. Das Parkgelände befindet sich im historischen Stadtteil der Rosenthaler Vorstadt.
Geologisch liegt der Park auf einem südwestlichen Ausläufer der eiszeitlichen Hochfläche des Barnim an der Hangkante zum Berliner Urstromtal, das vor etwa 20.000 Jahren entstanden ist. Der Höhenunterschied zwischen der höchsten Stelle am oberen Spielplatz (51 Meter NHN) und der tiefsten an der Brunnenstraße (36 Meter NHN) beträgt rund 15 Meter.

## Name
Die erste öffentliche Grünfläche auf einem nördlichen Teilstück des heutigen Parks an der Fehrbelliner Straße trug ab 1936 den Namen Wollankpark. In der Nachkriegszeit hieß der projektierte Park zunächst Volkspark Veteranenberg (1953), dann Kulturpark am Weinbergsweg (1954). Während der Bauarbeiten sprach Architekt Helmut Kruse vom Volkspark am Weinbergsweg.

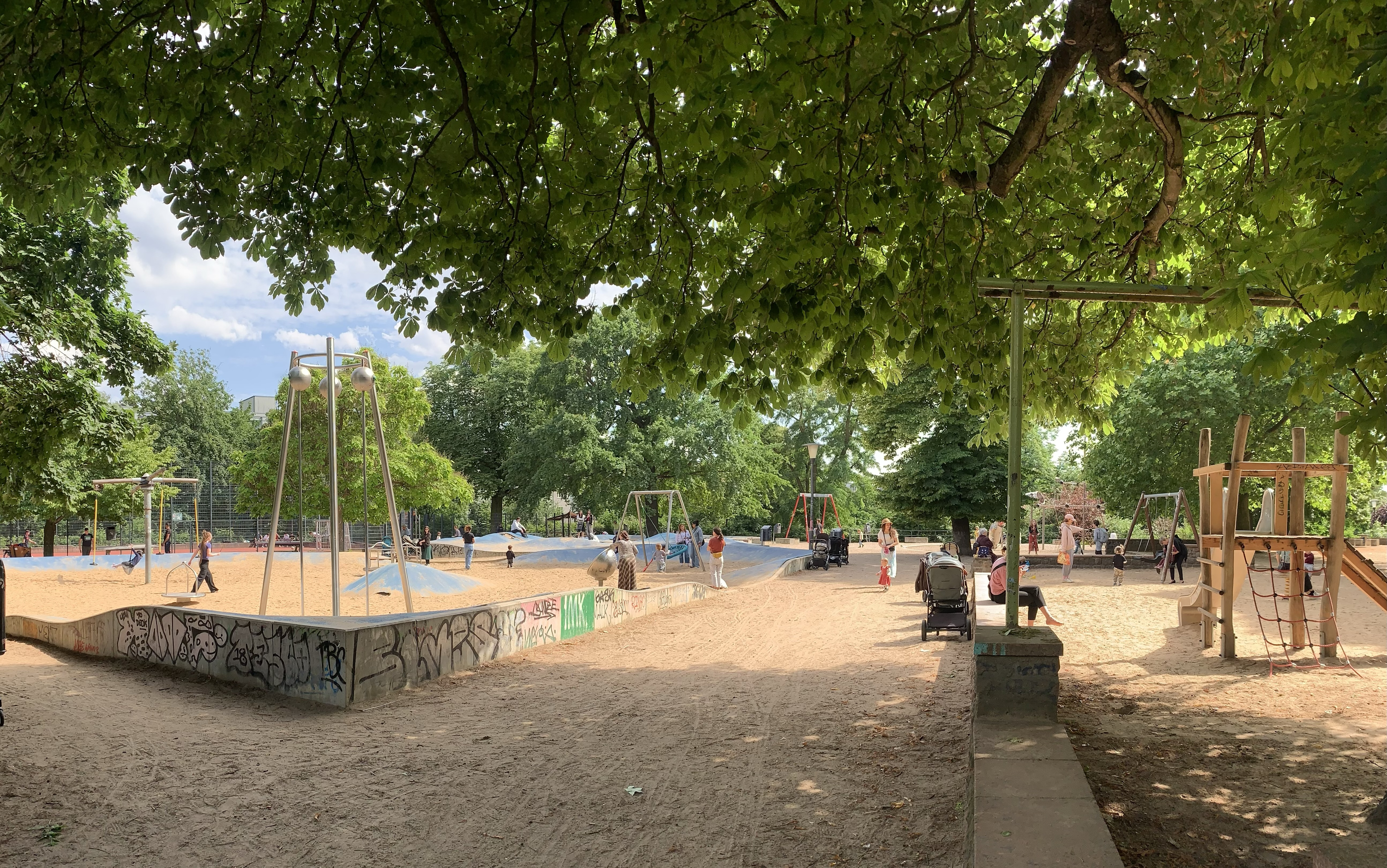
Spielplatz am früheren Wollankpark, 2024

Die Bezeichnung des Parks blieb auch nach der Einweihung im allgemeinen Sprachgebrauch uneinheitlich – bis in die heutige Zeit. Bereits 1955 berichteten verschiedene DDR-Presseorgane von einem neueröffneten Volkspark am Weinberg, andere gleichzeitig von der Namensgebung Volkspark am Weinbergsweg. In zahlreichen Ost-Berliner Stadtplänen war er als Volkspark am Weinberg verzeichnet.
2024 hieß der Park als Denkmal sowie im amtlichen Sprachgebrauch Volkspark am Weinbergsweg. Umgangssprachlich war der Name Weinbergspark verbreitet.

## Geschichte des Weinbergs
Östlich des heutigen Parks war der Hang spätestens ab dem 16. Jahrhundert als Weinberg und ab Mitte des 18. Jahrhunderts auch gastronomisch bewirtschaftet. Ab 1801 in Besitz der Familie Wollank, waren zwischen 1840 und 1943 am Weinbergsweg mehrere große Theater und Lichtspielhäuser ansässig, darunter das Vorstädtische Theater, das National-Theater, sowie später das Walhalla-Theater mit Carow’s Lachbühne. Die westliche Hälfte des heutigen Parks an der Brunnen- und Veteranenstraße wurde ab Mitte des 19. Jahrhunderts mit gründerzeitlichen Wohn- und Geschäftshäusern bebaut, im Norden, inmitten eines großen Gartens an der Fehrbelliner Straße, befand sich ab 1875 die Villa Wollank. Nach der Zerstörung fast aller Gebäude im Zweiten Weltkrieg wurde der Park 1954–1956 neu angelegt.

### 16. bis 18. Jahrhundert: Wein und Maulbeerbäume
Auf einem Gebiet zwischen dem heutigen Weinbergsweg und der Choriner Straße befand sich ab der Reformationszeit ein Weinberg:

„Im 16. Jahrhundert gehörte er der Berliner Familie Hübener. 1604 erwarb ihn der Cöllner Kämmerer Bartholomäus Lindholz […]. Aus Lindholzschem Besitz ging der Weinberg 1622 auf den Berliner Handelsmann Peter Engel über, daher der „Englische“ Weinberg genannt.“

Nach einem Bankrott Engels war der Weinberg über 30 Jahre hinweg als Engelsche Verlassenheit bekannt, bevor er 1666 in den Besitz des Adelsgeschlechts von Sparr kam, 1668 verkaufte der preußische Generalfeldmarschall Otto Christoph von Sparr den damals von Contributionalen befreiten Weinberg an den Freiherrn Christoph Caspar von Blumenthal. Auf dem Anwesen befand sich zu dieser Zeit bereits ein Belvedere, gelegen östlich des heutigen Weinbergsweg 6/7, weiter oben am Hang ließ Blumenthal zusätzlich einen dreigeschossigen Aussichtsturm errichten. Ab 1720 war ein größerer Gebäudekomplex am Ort des heutigen Weinbergsweg kartiert. 1737 wurde die Berliner Akzisemauer errichtet und der Weinberg befand sich nurmehr wenige Schritte außerhalb der Stadt nordöstlich des Rosenthaler Thores.
Vermutlich bis 1740 wurde auf dem Hang Wein angebaut, 1751 war das Land bereits mit Maulbeerbäumen besetzt, zum Ende des 18. Jahrhunderts waren es mehr als 1200 Exemplare. Ebenfalls 1751 wurde das Grundstück vergrößert, der damalige Besitzer Joh. Fr. Weikgenannt erhielt das Land im Tausch für das von ihm an den König abgetretene, sogenannte Vogtland westlich der Brunnenstraße. Weikgenannts Besitz erstreckte sich nun zu beiden Seiten des heutigen Weinbergswegs und umfasste auch Flächen des heutigen Parks.
1763 erwarb der Goldschmied und Königliche Lieferant Carl Friedrich Mollard den ehemaligen Weinberg und richtete dort unter großen Bäumen ein vielbesuchtes Kaffeehaus ein:

„Der Molardische Weinberg hat alles — nur keine Weinreben und Trauben. Dicht vor dem Rosenthaler Thor liegt dieser mit alten Linden beschattete Hügel, und wird mit Recht stark besucht, eine Regimentsmusik spielt, und die beau monde [vornehme Welt] ist hier zu finden.“

Die Gaststätte wurde ab 1795 von Johann Friedrich Wilhelm Münnich betrieben, der Standort war in Höhe der heutigen Zehdenicker Straße. Um 1783 wurde „auf der höchsten Stelle“ des Weinbergs nahe der heutigen Fehrbelliner Straße ein spätbarocker Pavillon mit achteckigem Grundriss errichtet, der 1883 abgebrochen wurde.

### Ab 1801:Wollanks Weinberg

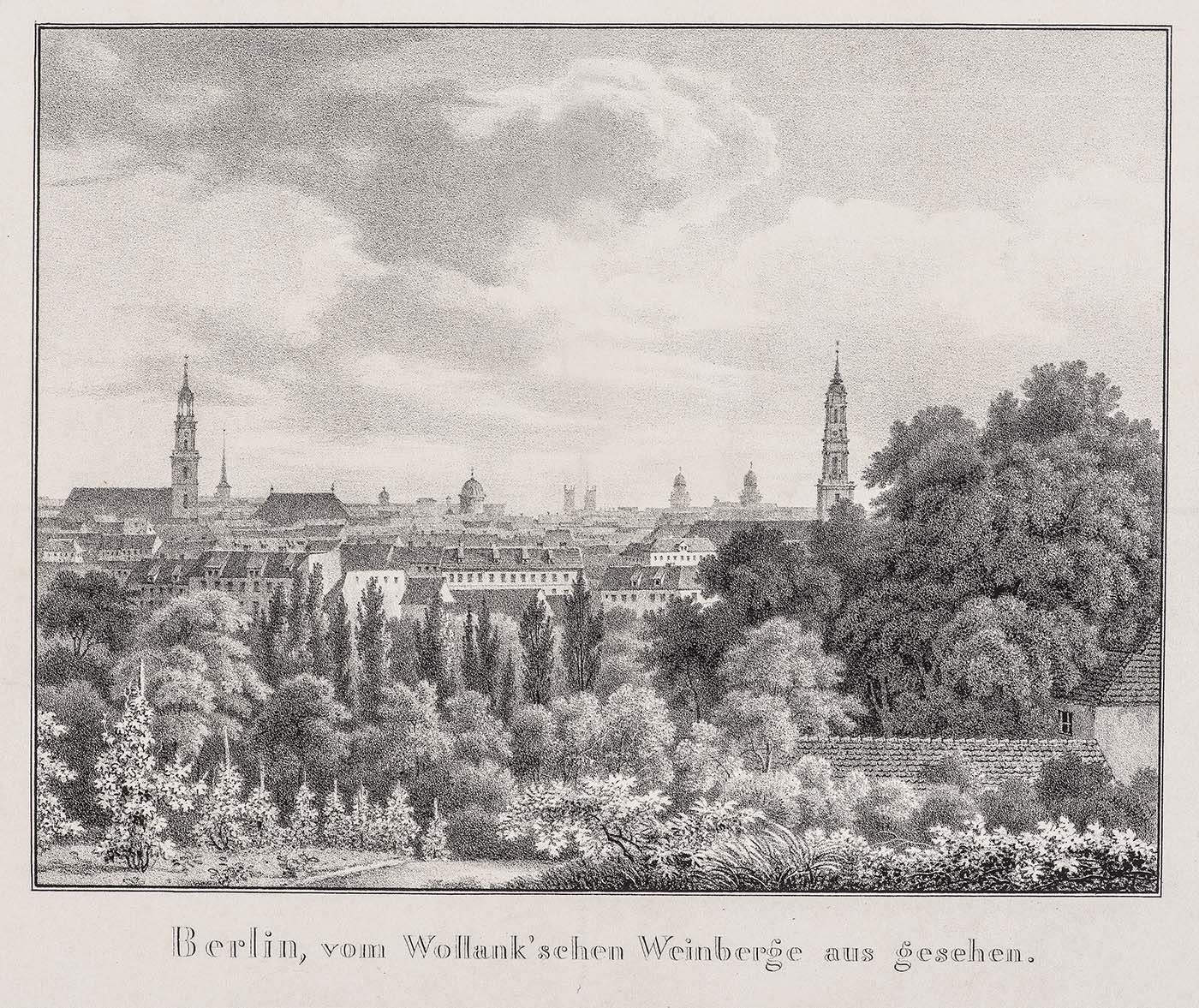
Wollank’scher Weinberg, 1835

1801 erwarb die Familie Wollank das Land, auf dem sie bis zum Zweiten Weltkrieg ansässig war. Der Plan der Berliner Hufen von 1822 bezeichnete es als Teil der Weinberg-Stücke. Gottlieb Friedrich Wollank (1771–1851), der Anfang des 19. Jahrhunderts mehr als 200 Morgen (50 Hektar) Land im Norden Berlins besaß, bezog den am heutigen Weinbergsweg Ecke Zehdenicker Straße gelegenen Gutskomplex, später bekannt als Wollanks Meierei westlich des Gasthauses Wollanks Weinberg. 1825 löste er die Maulbeerplantage auf und die Wollanks verkauften in den folgenden Jahrzehnten den Großteil des rings um das Gutshaus gelegenen Landes.
1833 wurde im Gutshaus, dem damaligen Weinbergsweg 12, Adolf Friedrich Wollank geboren, der später Amtsvorsteher in Pankow wurde. Dort wurde 1882 die Wollankstraße nach ihm benannt.

### 1838–1870: GräbertsVorstädtisches Theaterauf dem Weinberg

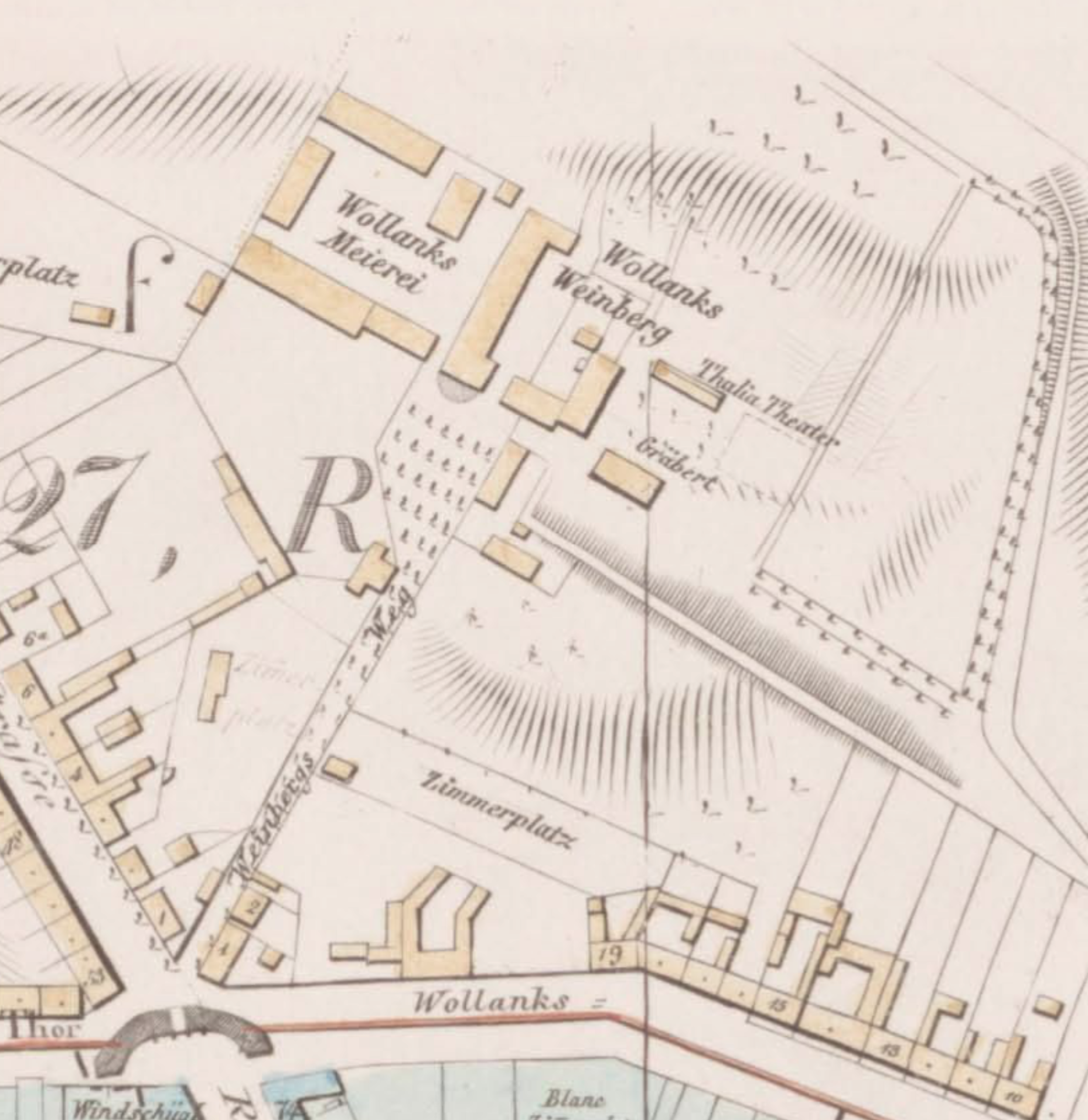
Gräbert und Thalia Theater, 1846

Friedrich Ludwig, genannt: Louis Gräbert (ca. 1811–1854) erwarb 1838 die Gaststätte Wollanks Weinberg und wandelte das Anwesen in ein großes Volksgarten-Etablissement um, es befand sich am damaligen Weinbergsweg 9–10 und erstreckte sich oberhalb der heutigen Zehdenicker bis zur Choriner Straße.
Zusätzlich zur Bühne errichtete Gräbert im Garten ein Sommertheater. 1842 und 1843 spielte dort die private Thalia-Theatergesellschaft. Nach ihrem Weggang gründete er mit Unterstützung des späteren Verlegers Ernst Litfaß die Liebhabertheater-Gesellschaft Laetitia am selben Standort. Im Mai 1848 eröffnete Gräbert das Vorstädtische Theater zunächst als Privatbühne, bekam im Zuge der Märzrevolution im Herbst eine Konzession und eröffnete erneut an Ostern 1849 als öffentlicher Theaterbetrieb. Das Vorstädtische Theater war damit eines der ersten und bald eines der beliebtesten Volkstheater Berlins, Oberregisseur war zeitweilig Eduard Engelhardt, musikalischer Leiter Thuiskon Emil Hauptner.
Nach einer Tuberkuloseerkrankung baute Louis Gräbert im Theatergarten aus Austernmuscheln die vermutlich erste Mariengrotte Berlins. 1854 starb er im Alter von 43 Jahren und seine Witwe Julie Gräbert übernahm die Direktion und betrieb das populäre Theater mit großem Erfolg bis zu ihrem Tod 1870. In den darauffolgenden Jahren wechselten die Betreiber des Vorstädtischen Theaters häufig, von etwa 1878–81 hieß das Haus Germania Theater, bevor es im Frühjahr 1886 für den Ausbau der Zehdenicker Straße abgerissen wurde.
Der Weinbergsweg war als Zufahrt zu Wollanks Weinberg lange eine Sackgasse, gegenüber dem Eingang des Vorstädtischen Theaters befand sich ein Kastanienhain. Mitte der 1860er Jahre wurde der Weinbergsweg quer durch das Wollank’sche Anwesen nach Norden verlängert und mit der bestehenden Kastanienallee verbunden.
Die nördlich des heutigen Parks gelegene Veteranenstraße wurde 1872–1874 auf dem ehemaligen Land des Gastwirts L. Pickenbach angelegt.

### 1870–1883: Nationaltheater am Weinbergsweg 6–7
Südlich von Gräbert – direkt am ehemaligen Blumenthal’schen Belvedere – wurde um 1852 ein großes, aus Holz gebautes Circus Theater errichtet, das später auch als Fest- und Tanzsaal genutzt wurde und unter den Namen Elysium, Borussia (1856) und Alhambra bekannt war.

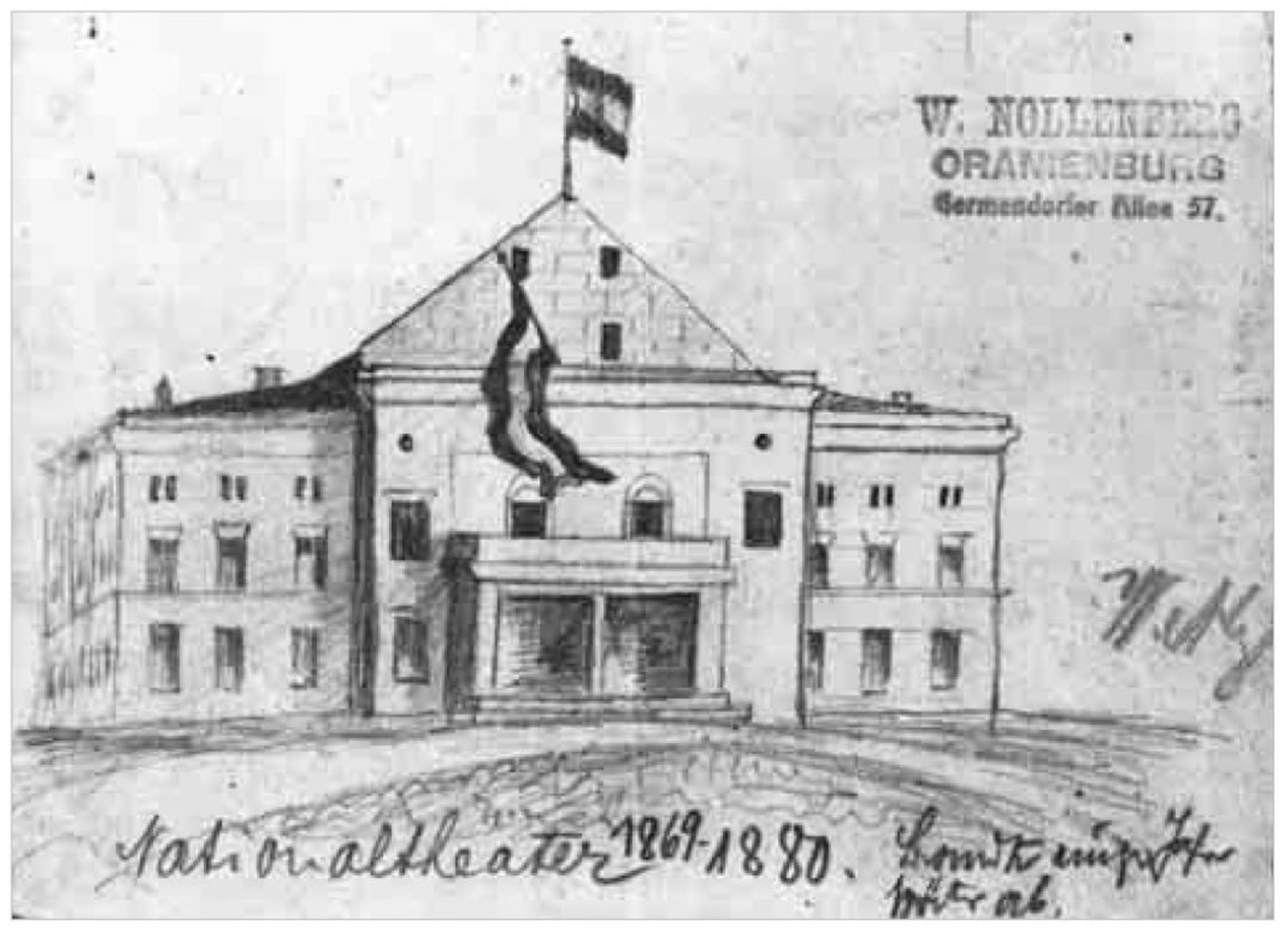
Nationaltheater, um 1880

1870 erwarb der Theaterunternehmer Louis von Selar das ehemalige Spezialitätentheater, baute es für 47.000 Thaler um und eröffnete das Haus unter dem Namen Nationaltheater neu, musste aber bereits nach wenigen Monaten Konkurs anmelden. 1871, nach dem Deutsch-Französischen Krieg, wurde Friedrich Gumtau zum neuen Leiter – und das Nationaltheater zu einem der beliebtesten Treffpunkte für Homosexuelle in Berlin. Auf der Bühne standen hier Felicita von Vestvali, Klara Ziegler oder Hermann Hendrichs, zu den regelmäßigen Gästen gehörte Prinz Georg von Preußen, der auch selbst Dramen verfasste, für die das Nationaltheater das Erstaufführungsrecht hatte.
Um 1880 galt das große, etwa 3000 Zuschauer fassende Haus als einzige Berliner Bühne für „ernste Dramen“ neben dem Königlichen Schauspielhaus. Gastspiele gaben Theatergrößen wie Adelaide Ristori, Marie Seebach, Ernst von Possart und Ludwig Barnay, 1879 wurden frühe Stücke von Ernst von Wildenbruch hier erstaufgeführt. 1882 war der Theaterleiter Georg Kruse. Am Mittag des 4. April 1883 brach nach einer Probe im Bühnenraum ein Feuer aus. Das Nationaltheater brannte vollständig ab.

### 1870er Jahre: Jüdisches Waisenhaus und Villa Wollank am Weinbergsweg
Am Weinbergsweg 13 – auf einer Anhöhe vis-à-vis dem heutigen Park – errichtete die Jüdische Gemeinde 1871 das Reichenheim’sche Waisenhaus, unterstützt von der Gesellschaft der Freunde und finanziert durch eine Schenkung von 250.000 Talern des Fabrikanten Moritz Reichenheim (1815–1872) und seiner Frau Sara. Architekt Friedrich Hitzig entwarf einen Bau im Rundbogenstil, der mit rötlichem Backstein verblendet und später von Efeu umrankt war. Die großzügig angelegten und „opulent ausgestatteten“ Abteilungen für Mädchen und Jungen waren streng getrennt und nur durch einen Festsaal im ersten Stock verbunden. Das Waisen- und später auch Altenheim bestand bis zur Enteignung durch die Nationalsozialisten 1942 und wurde als Verwaltungsgebäude der Waffen-SS Ende November 1943 bei einem großen alliierten Bombenangriff zerstört. 1976 eröffnete am gleichen Ort das Haus am Weinbergsweg, ein Altenheim, das 2024 von der Stephanus-Stiftung betrieben wurde.
Direkt gegenüber und nördlich des Gutshauses gelegen ließ Karl Friedrich Wollank 1875 eine große Villa am Ort des heutigen Rosengartens, Weinbergsweg 15, errichten. Die Pläne stammten von den Berliner Architekten Kayser & von Großheim, die auch die westlich anschließenden Wirtschaftsgebäude entwarfen. Das repräsentative Anwesen aus Deutmannsdorfer Sandstein und mit großer straßenseitiger Terrasse war ab 1895 Eigentum der Wollank’schen Familienstiftung. Im Ersten Weltkrieg richtete Willi Wollank die Villa als Lazarett ein, am 28. März 1916 kam Kaiserin Auguste Viktoria zu Besuch.
Die Stadt Berlin pachtete ab 1936 einen Teil des zum Gebäude gehörenden sogenannten Wollankparks an der Fehrbelliner Straße und machte ihn der Öffentlichkeit zugänglich. Im Zweiten Weltkrieg wurde die Villa beschädigt und um 1950 abgerissen. Einziges erhaltenes Gebäudeteil war 2024 der Mittelrisalit des Wirtschaftsgebäudes, auch genannt Gärtnerhaus, gelegen nördlich des heutigen Parkcafés.

### 1870er–1960er Jahre: Möbelfabrik Höffner in der Veteranenstraße 10–13
Der Tischler Rudolf Höffner zog 1878 mit seiner Werkstatt in die Veteranenstraße 14 und erwarb 1891 nebenan das Wohn- und Geschäftshaus Veteranenstraße 13. In den folgenden Jahrzehnten entwickelte sich sein Betrieb zum größten Möbelhaus Berlins und erstreckte sich in den 1930er Jahren auf mehrere Kontor- und Ausstellungsräume in den Hausnummern 12 und 13 sowie einer großen Möbelfabrik in den Hofgebäuden der heutigen Veteranenstraße 10. Bis in die 1960er Jahre war das Unternehmen dort ansässig. Das straßenseitige Gebäudeensemble sowie die aufwendige Innenausstattung von Höffners ehemaliger Wohnung – mit rokokoartiger Wand- und Deckenbemalung – standen 2024 unter Denkmalschutz. 2023 war die Höffner GmbH mit Sitz in Berlin-Schönefeld das viertgrößte Möbelhaus Deutschlands.
In den 1990er Jahren galt der Gewerbehof in der Veteranenstraße 10 als „eines der schönsten Fabrikgebäude Berlins.“
Mit Genehmigung des Bezirksbürgermeisters ließ die Immobilienfirma Gesellschaft für Grundbesitz die ehemalige Möbelfabrik 1997 abreißen und errichtete 1999 auf dem Gelände ein großes Wohnhaus des Architekten Helmut Maier mit 150 Meter langer, parkseitiger Fassade. Das vierzigachsige, siebengeschossige Gebäude dominiert seitdem das Panorama der gesamten Grünanlage, es stößt in spitzem Winkel ins Zentrum des Parks am ehemaligen Wollank’schen Gärtnerhaus oberhalb des heutigen Parkcafés.

### 1894–1943: Noack’s Theater

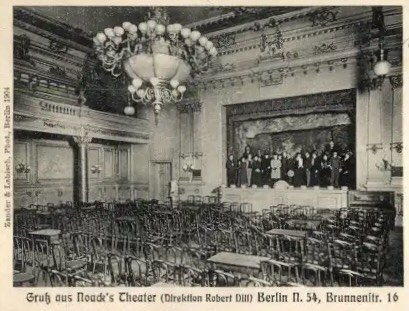
Noack’s Theater, 1904

Östlich des heutigen Parkteichs gelegen auf dem großen Hofgrundstück in der Brunnenstraße 16 eröffnete am 16. September 1894 W. Noack’s Theater, es fasste rund 800 Personen, ab 1901 gab es dort auch ein Sommerbühne. Künstlerischer Leiter des Hauses war zeitweilig Arthur Seelen, der auch im Berliner-Prater-Theater tätig war.
1906 wurde Noack’s Theater zum Kino umgebaut und war unter den Namen Noack Lichtspiele und in den 1930er Jahren auch als Brunnenlichtspiele bekannt. Eigentümer war zu dieser Zeit Rudolf Pollak, der 1937 an den Folgen eines Angriffs durch Nationalsozialisten verstarb. Ende November 1943 wurde das Haus bei einem britischen Luftangriff vollständig zerstört.

### 1896–1912: Pianofabrik Laemmerhirt im alten Gutshaus
Auf dem Gelände des heutigen Kinder-Planschbeckens im Park befanden sich um 1900 noch Gebäudeteile des seit dem frühen 18. Jahrhundert bestehenden Gutshauses:

„[Es] stand linker Hand des jetzigen Weinbergswegs schrägüber der jetzigen Zehdenicker Straße […]. Ehe es 1912 abgerissen wurde, befand sich in dem langgestreckten, zweistöckigen Teile und in dem oberen Teile des quer zur Straße stehenden Hauses die wohlbekannte Piano-Fabrik von Emil Laemmerhirt […] und im Erdgeschoss des letzteren das Restaurant „Zum Weinberg“, Inh. Paul Wolff. Der alte Wollank wohnte in dem einstöckigen Zwischenhause.“

Emil Laemmerhirt gehörte um die Jahrhundertwende zu den renommiertesten Berliner Klavierbauern, er hielt mehrere Patente für den Grammophon-, Instrumenten- und Klavierbau.
Das Gelände südlich der Pianofabrik und weitere Teile des Gutshauses waren ab 1879 von den Wollanks an die Große Berliner Straßenbahn verpachtet, die hier das Depot XI der Pferdebahn betrieb mit Schmiede, Beschlaghalle und Stallungen für etwa 60 Pferde.

### 1904–1943: Walhalla-Theater mitCarow’sLachbühne
Am Weinbergsweg 19 erwarb der Theaterunternehmer Emil Schippanowsky 1903 von den Wollanks das alte Depotgelände der Berliner Pferdebahn südlich des Gutshauses und ließ dort einen neuen Theaterbau errichten, die Fassade stammte von der 1902 in Düsseldorf gebauten Festhalle der Industrie- und Gewerbeausstellung, in die, „so schlecht und recht als es eben ging, ein aufsteigendes Podium hineingebaut wurde.“ Schippanowsky benannte das Haus zunächst mit demselben Namen, wie das 20 Jahre zuvor abgebrannte, gegenüber gelegene National-Theater. Es fasste 1800 Plätze und eröffnete im Herbst 1904 als volkstümliche Opernbühne unter der Leitung von Hugo Becker. Bereits nach einer Spielzeit musste es wieder schließen und wurde im Oktober 1905 vom Walhalla-Theater, einer Varieté-Bühne abgelöst. Dortiger Direktor war zeitweilig Bernhard Rose. Ab 1906 war in dem Gebäude auch das Kino Hulke & Co. ansässig.
Das große Kellergeschoss mit Platz für mehr als 1000 Personen – genannt Bier-Tunnel oder Walhalla-Tunnel – bespielte von 1927 bis 1943 eines der damals populärsten und einflussreichsten Volkstheater Berlins: Carow’s Lachbühne war neben seinem bunten Varietéprogramm vor allem bekannt für das soziale Kabarett der Hauskomiker Erich Carow und Fredy Sieg. Zu den Stammgästen zählten Max Pallenberg, Henny Porten und Trude Hesterberg. Heinrich Mann schrieb nach einem Besuch 1929 einen begeisterten Essay. Kurt Tucholsky nannte die Lachbühne einen Ort der „merkwürdig routinierten, volkstümlichen, einfachen und doch an der Spitze ganz leise ins Himmlische umgebogenen Schauspielkunst.“ 1931 begrüßte Erich Carow Charlie Chaplin unter den Gästen.

### 1913–1943: Union Theater und Ufa-Theater am Weinbergsweg
1906 erwarb Emil Schippanowsky das direkt nordöstlich des Walhalla-Theaters gelegene alte Gutshaus von den Wollanks, ließ es 1912 abreißen und errichtete dort den damals größten Kinosaal Berlins, den er an die Projections-Actien-Gesellschaft Union verpachtete. Im August 1913 eröffnete das Haus zeitgleich mit dem Union Theater am Kurfürstendamm. Das langgestreckte Volks-Lichtspieltheater am Weinbergsweg 16/17 hatte 1700 Plätze in einem in Schwarz gehaltenen Saal mit grünen Logen. Außen erhob sich ein turmartiger Aufbau, der, mehrfarbig beleuchtet, als die „größte und effektvollste Lichtreklame“ Berlins galt. Die zehn Meter hohen Buchstaben U.T. dominierten leuchtturmartig die ganze Gegend. 1924 übernahm die Ufa und betrieb das Ufa-Theater am Weinbergsweg mit nunmehr gut 1400 Plätzen. Der große Kinobau wurde bei Bombenangriffen im November 1943 zerstört, er stand in Höhe des heutigen Kinderplanschbeckens.

### Zweiter Weltkrieg
Auf dem Gelände des heutigen Parks befanden sich unter den Nationalsozialisten drei Zwangsarbeitsstätten. 15 Menschen arbeiteten für die Admiralspalast Betreiber G.m.b.H. im Walhalla-Theater, 14 Frauen für Biedermann & Czarnikow in der Brunnenstraße 14 sowie 125 Menschen für die Gleitlager AG in der Brunnenstraße 15 am Ort des heutigen Teiches.
Bei einem der größten alliierten Luftangriffe auf die Stadt am 22./23. und 26. November 1943 zerstörten Bomben der Royal Air Force zahlreiche Gebäude auf dem heutigen Parkgelände, auch ein abstürzendes Flugzeug soll große Schäden hinterlassen haben. Als Totalschäden galten das Ufa-Kino am Weinbergsweg und das Noack-Kino in der Brunnenstraße 16. Weitere Schadensberichte kamen von der Lebensmittelkette Robert Melchers, Brunnenstraße 14, einem Haus der Berliner Löwenbrauerei, Veteranenstraße 4 sowie einer Filiale der Meierei C. Bolle, Veteranenstraße 8. Bei Kriegsende 1945 war die südwestliche Straßenecke Brunnen / Veteranenstraße großflächig zerbombt oder ausgebrannt.
Die Fläche des Wollankparks diente nach dem Krieg als Schuttabladestelle. Im ausgebrannten Ufa-Kino wurde 1946 unterhalb der Bühne eine Dachziegelfabrik eingerichtet, die von einer Trümmerbahn beliefert wurde.

## Der Park

### 1954–1956: Bau des Parks

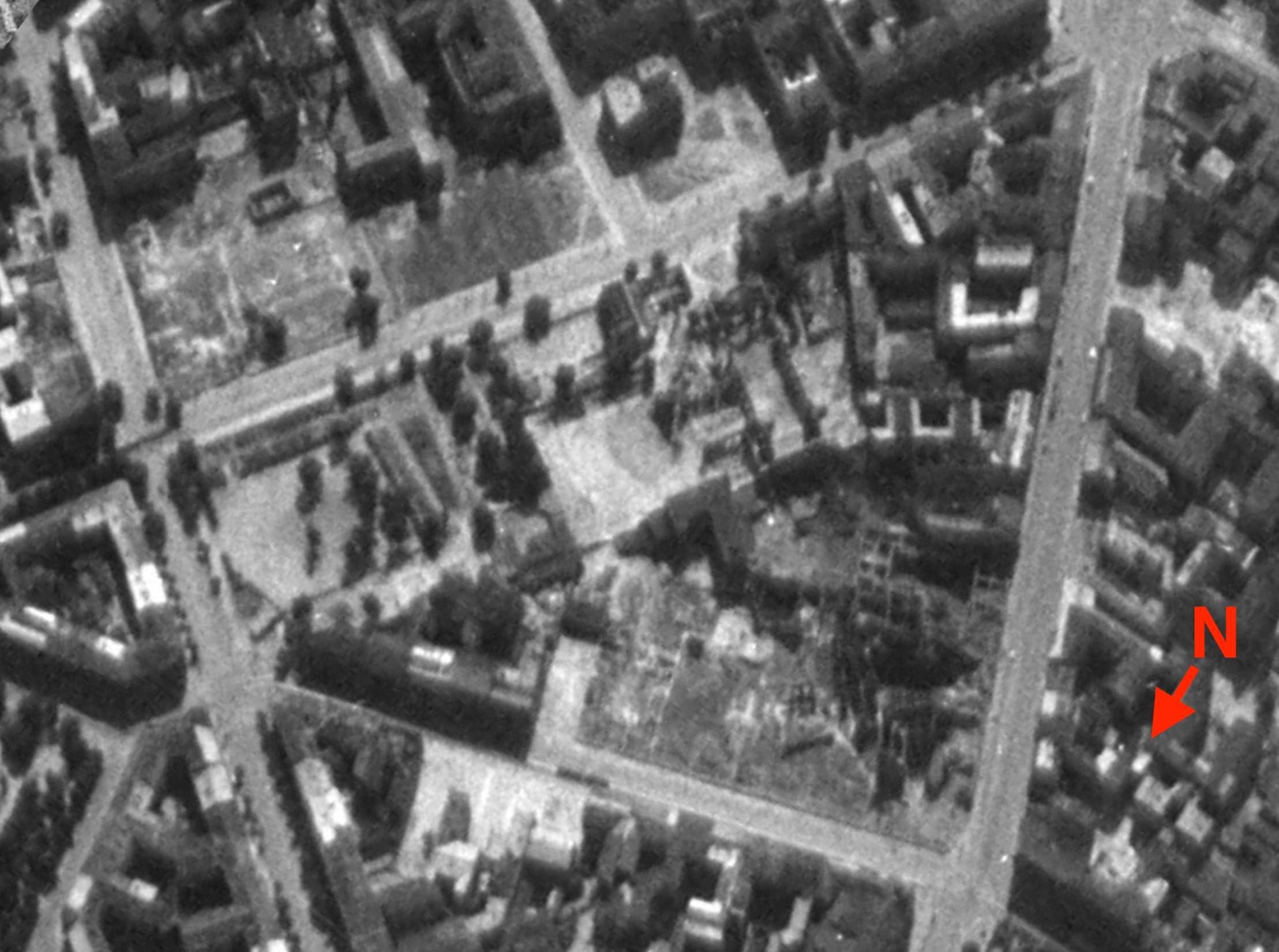
Kriegsruinen, Luftbild, Juni 1953

Nach der Enteignung der Flächen durch den Berliner Magistrat erarbeitete die Meisterwerkstatt Städtebau Abteilung Grünplanung 1953 mehrere Vorentwürfe für einen Park mit Tanz-Café, Spielplatz und Heidegärten, bevor der Landschaftsarchitekt Helmut Kruse die Leitung übernahm. Sein Entwurf von 1954 trug den Titel: Kulturpark am Weinbergsweg.

„Der Wunsch der Berliner Bevölkerung war es, ein Gartenrestaurant, einen großen Kinderspielplatz, einen großen Teich mit Wasserpflanzen und Goldfischen zu schaffen. Genügend Blumen und wirkungsvolle Gehölze sollten nicht fehlen.“

Für eine repräsentative und hochwertige Ausführung der Arbeiten stellte der Bezirk Berlin-Mitte im Rahmen des Nationalen Aufbauwerks relativ großzügige Mittel bereit. Die Menschen aus der Umgebung halfen zahlreich bei der Enttrümmerung.
Als erstes Teilstück eröffnete bereits im Juli 1954 ein weiträumiger Kinderspielplatz auf dem nördlichen Plateau am ehemaligen Wollankpark. Oberhalb einer 2,5 Meter hohen Stützmauer wurde eine betonierte Rollerrennbahn mit überhöhten Kurven angelegt, westlich davon eine lange Eisenrohr-Pergola. Um das Gelände des Spielplatzes befand sich in den 1950er Jahren noch ein etwas älterer Baumbestand, der den Zweiten Weltkrieg überdauert hatte.
Ab 1954 wurden große Teile des Parkgeländes mit zwei Baggern und einer Trümmersortierungsmaschine auf 50 Zentimeter unter das heutige Niveau ausgegraben und anschließend mit Feinschutt, lehmigem Mutterboden, Rinderdung und Humus aufgefüllt. Während des Baus mussten im Winter 1954/55 am neuen Teich mehrfach Senken und Hohlräume verfüllt werden. Fast alle Natursteinarbeiten im Park – wie die bossierten Mauern an der Caféterrasse und am Rosengarten – wurden in rötlichem Löbejüner Porphyr ausgeführt, hintermauert mit Ziegeln aus Kriegstrümmern. Die handwerkliche Qualität der Ausführung gilt noch heute als „außerordentlich hoch.“ In farblichem Kontrast zu den roten Mauern wurden auf den Wegen in den Themengärten hochwertige grauschwarze Theumaer Schieferplatten verlegt. Noch vor Abschluss der Bauarbeiten veranstaltete der Rat des Stadtbezirks Mitte am 3. September 1955 eine Einweihungsfeier.
Die für Berliner Verhältnisse sehr bewegte Topografie betonte Kruse mit einer großflächigen Liegewiese am Hang, an dessen höchster Stelle die Caféterrasse anschließt. Dort bieten sich weite Blicke über den Park bis zu seinem tiefsten Punkt am nierenförmigen Goldfischteich an der Brunnenstraße. Rings um die Liegewiese wurden mehrere Themengärten angelegt: im südlichen Teil, nahe dem Weinbergsweg, wurde ein Heidegarten mit immergrünen Pflanzen wie Rhododendren, Koniferen und Erica carnea bepflanzt. Längs der Veteranenstraße wurde in der Tradition von Karl Foerster ein mit Stauden und Blütensträuchern bepflanzter Schau- und Sichtungsgarten eingerichtet, anfangs mit geschwungenem Wegenetz aus schmalen Trittplatten und einem kleinen, von Findlingen gesäumten, kaskadierenden Bachlauf zum Teich. Oberhalb der Caféterrasse erstreckte sich die Felsmattenvegetation eines Alpinums den Hang hinauf bis zu einem dahinter liegenden Rosengarten. Die dortige Pergola war anfangs „dreistielig“ und aus Rundholz ausgeführt, davor lagen neun „rhythmisch verteilte“ quadratische Wasser- und Springbrunnenbecken.
Ebenso aufwendig und „außerordentlich kleinteilig“ wie die Architektur der Anlage waren anfangs auch die Bepflanzungen. Kruses Pläne wiesen mehr als 20.000 Blütenstauden aus, davon etwa 27 Sorten Iris und 22 Sorten Phlox. Die Komposition der Themengärten mit blühenden Pflanzen von Frühling bis Herbst entsprach in ihrer Fülle den „sonst nur in Hausgärten üblichen Liebhabersortimenten.“ Die nahezu vollständig erhaltenen Baumpflanzungen enthielten zahlreiche exotische Gehölze, darunter ein Blauglockenbaum nördlich des Teichs und eine Gruppe Japanischer Blütenkirschen am Heidegarten. Aufgrund ihrer Schönheit waren eine Blutbuche am Eingang Zehdenicker Straße und eine Hängebuche nordöstlich des Teiches 2024 als Naturdenkmale geschützt.
Mit seinen sehr unterschiedlichen Gestaltungsbereichen ermöglichte der Park vielfältige Nutzungen: Er diente im Nachkriegsberlin als „Hausgartenersatz für Erwachsene und vielfältiger Spiel- und Tummelplatz für Kinder und Jugendliche.“ Zahlreiche angelegte Nischen und kleine steinerne Spieltische ermöglichten private Atmosphäre. Als Beispiel eines „öffentlichen Wohngartens“ galt Kruses Entwurf als ein Solitär der DDR-Nachkriegsarchitektur:

„Der Volkspark am Weinbergsweg nimmt innerhalb der Berliner Grünplanung der 1950er Jahre eine Sonderstellung ein. Er ist in einer Zeit, in der sonst die Wiederherrichtung kriegszerstörter Anlagen im Vordergrund stand, der einzige in dieser Größe und in konsequent eigenständiger formaler Gestalt ausgeführte Park in Berlin.“

### 1958:HO-Café Weinberg
Nach Fertigstellung des Parks wurde 1956–58 oberhalb der großen Wiese auf einem vorhandenen Plateau ein pavillonartiges Ausflugslokal, genannt Café Weinberg, errichtet. Es wurde anfangs von der Handelsorganisation betrieben und war finanziert aus Mitteln der Berliner Bärenlotterie. Sein großes Panoramafenster folgt dem Schwung der Terrasse, ein gebogenes, von filigranen Stäben gestütztes Vordach sollte Leichtigkeit und Transparenz vermitteln. Zur Erstausstattung gehörten Möbel, entworfen von Selman Selmanagić.
Der sich an internationalen Strömungen der 1950er Jahre orientierende Bau der Architekten Max Kowohl und Hans Jährig von der Chefarchitektur des Nationalen Aufbauwerks zählt heute zur zweiten Phase der ostdeutschen Nachkriegsmoderne.

### Kunstwerke im Park

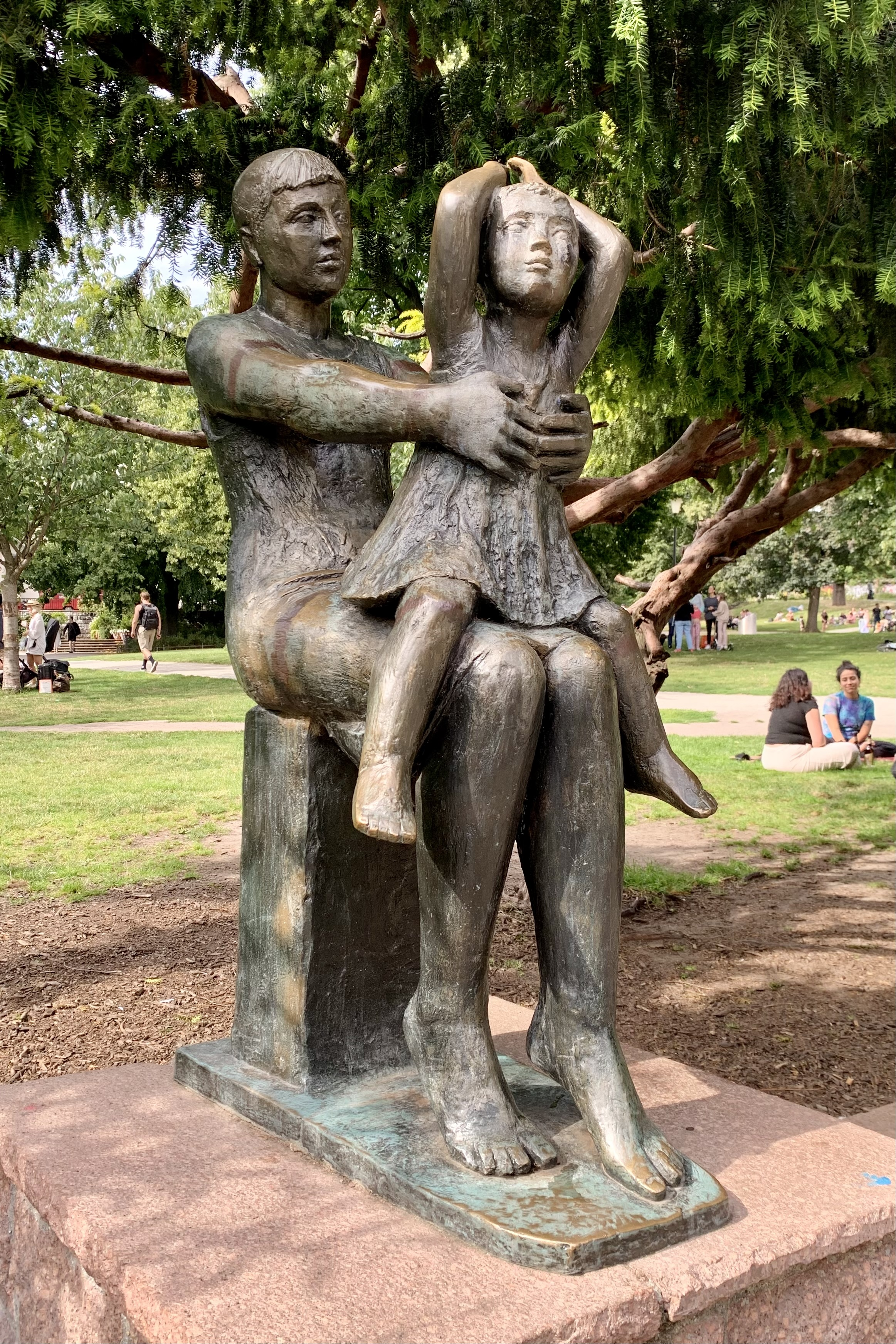
Sammlers Schwestern

Zwischen Teich und Veteranenstraße steht das Heinrich-Heine-Denkmal, eine von Waldemar Grzimek (1918–1984) geschaffene Bronzeskulptur. Sie gilt als eine der künstlerisch herausragenden Plastiken der DDR-Nachkriegszeit. Das 1954 im Auftrag des Kulturfonds von Groß-Berlin geschaffene Modell wurde 1955 gegossen und 1958 aufgestellt. Seit 2002 steht am ursprünglich vorgesehenen Standort am Kastanienwäldchen hinter der Neuen Wache ein bronzener Zweitabguss.
Südlich der Caféterrasse befindet sich der Jüngling, eine 1963 von Theo Balden (1904–1995) gegossene Bronzefigur, die mit ihrer Haltung und Darstellung eine Funktion des Volksparks – Entspannen und Erholen – illustrieren soll. Nahe dem Weinbergsweg stehen zwei weitere Bronzeskulpturen: Die Schwestern, 1963 geschaffen von Christa Sammler (* 1932), sowie die 1969 gegossene und 2020 am Rosengarten aufgestellte Schwimmerin von Jenny Mucchi-Wiegmann (1895–1969).
Beim Bau des Parks wurde im Sommer 1956 oberhalb des Rosengartens ein großes, dreiteiliges Relief eines Bildhauerkollektivs in die Stützmauer eingelassen. Die naiv-realistisch und genrehaft ausgeführten Motive zeigen im Mittelteil die Bauarbeiten beim Parkaufbau. Die Seitenteile sollen Szenen einer alltäglichen Parknutzung darstellen.

### Vereinfachungen und Erweiterungen: 1960er Jahre bis heute
Die „besonders anspruchsvolle Parkgestaltung mit teuren Materialien“ konnte der zunehmenden Nutzung durch die Bevölkerung nicht lange standhalten. Umfangreiche Instandsetzungsarbeiten 1966–67 vereinfachten die Bepflanzungen in den Themengärten und ersetzten die Pfade aus Schieferplatten durch ein gleichmäßig gerastertes Wegenetz aus Müggelheimer Kunststeinplatten. Weitere Arbeiten erfolgten 1972–74. Der anfangs naturnah angelegte Teich wurde umlaufend mit einer Betonwand eingefasst, Im Rosengarten wurden die Wasserbecken zunächst in ihrer Anzahl reduziert und später trockengelegt und bepflanzt, die Holzpergola bekam gemauerte Pfeiler. 2024 war die von Helmut Kruse entwickelte Grundstruktur des Parks weitgehend lesbar, die Bepflanzungen entsprachen der vereinfachten Anlage der 1960er und 1970er Jahre.
Am Ort des ehemaligen Wollankschen Gutshauses am Weinbergsweg wurde 1989 ein großes Kinderplanschbecken gebaut und Mitte der 1990er Jahre ein kleines Fußballfeld auf dem oberen Spielplatz angelegt. Mit dem Bau des Wohnhauses Veteranenstraße 10 wurde die Fläche des Parks 1999 verkleinert. Nordwestlich des Parkcafés wurde für eine landeseigene Kindertagesstätte eine Spielplatzfläche privatisiert.
In den 2000er Jahren war der Park über Jahre hinweg stadtbekannt für seinen Drogenhandel. Mit Unterstützung des Bezirksamts Mitte richtete 2004 ein privater Verein am Rosengarten einen Kulturpavillon ein, um mit Kunst- und Kulturveranstaltungen den Park wiederzubeleben und zu schützen. Für eine Verschönerung der Anlage investierte das Berliner Grünflächenamt ab 2005 1,35 Millionen Euro (heute rund 1,98 Millionen Euro); Es wurden neue Laternen aufgestellt und einige Büsche und Sträucher entfernt. Am Pavillon im Rosengarten führt seit 2007 eine neue Betontreppe zum oberen Spielplatz, der dortige Boden wurde 2008 großflächig mit einem blauen Gummibelag versehen. Als Erinnerung an die Geschichte des ehemaligen Weinbergs ranken seit 2008 an der Umfassungsmauer der Caféterrasse einige Weinstöcke.